# Beovizija
Il Beovizija (in serbo Беовизија?) è un festival musicale nato nel 2003 per selezionare prima i finalisti serbi all'Evropesma (festival musicale utilizzato come selezione nazionale della confederazione di Serbia e Montenegro) e poi all'Eurovision Song Contest.
Nel 2009 il festival è stato cancellato e sostituito dalla selezione interna operata dall'emittente serba, Radio-televizija Srbije (RTS), tuttavia nel 2018 è stato reintrodotto come metodo di selezione.

## Storia
La confederazione di Serbia e Montenegro, intenzionata a debuttare all'Eurovision Song Contest nel 2003, organizzò il primo Beovizija, vinto da Toše Proeski, per selezionare il proprio rappresentante. Tuttavia il numero di partecipanti, divenuto eccessivo, obbligò l'Unione europea di radiodiffusione a selezionare le nazioni partecipanti, escludendo diversi paesi tra cui la repubblica balcanica.
La confederazione debuttò l'anno successivo ma l'emittente radiotelevisiva del Montenegro, Radio Televizija Crne Gore (RTCG), spinse per la creazione di un festival unico a cui avrebbero partecipato cantanti serbi e montenegrini, perciò il Beovizija, e l'omologo Montevizija, furono utilizzati per selezionare i rappresentanti delle due nazioni all'Evropesma (o Europjesma).
Dopo due anni, nel 2006, Serbia e Montenegro si separarono pacificamente tramite un referendum e debuttarono come nazioni separate all'Eurovision Song Contest 2007 di Helsinki. Il vincitore del Beovizija divenne quindi il rappresentante della Serbia all'Eurovision, che in quell'anno, con Molitva di Marija Šerifović, ottenne la sua prima e unica vittoria.
Dopo altre due edizioni RTS annunciò la cancellazione dell'edizione 2010, optando per una diversa selezione nazionale in quattro occasioni (Tri pa jedan za Oslo, Pesma za Evropu, Beosong e Odbrojavanje za Beč) e selezionando internamente i propri rappresentanti nel 2016 e nel 2017.
Il 19 gennaio 2018 l'emittente radiotelevisiva serba ha annunciato il ritorno del Beovizija come metodo di selezione, organizzando perciò l'ottava edizione vinta da Sanja Ilić & Balkanika. L'edizione successiva vede invece la vittoria di Nevena Božović (già rappresentante della Serbia nel 2013 come parte delle Moje 3) con Kruna.

## Vincitori
| Anno                              | Artista                   | Titolo           | Posizione all'ESC |
| --------------------------------- | ------------------------- | ---------------- | ----------------- |
| 2003                              | Toše Proeski              | Čija si          | /                 |
| 2004                              | Željko Joksimović         | Lane moje        | 2°                |
| 2005                              | Jelena Tomašević          | Jutro            | /                 |
| 2006                              | Flamingosi & Louis        | Ludi letnji ples | /                 |
| 2007                              | Marija Šerifović          | Molitva          | 1°                |
| 2008                              | Jelena Tomašević          | Oro              | 6°                |
| 2009                              | Marko Kon & Milan Nikolić | Cipela           | SF 10°            |
| Nessuna edizione dal 2010 al 2017 |                           |                  |                   |
| 2018                              | Sanja Ilić & Balkanika    | Nova deca        | 19°               |
| 2019                              | Nevena Božović            | Kruna            | 18°               |
| 2020                              | Hurricane                 | Hasta la vista   | 15°               |